# Synidotea berolzheimeri
Synidotea berolzheimeri is een pissebed uit de familie Idoteidae. De wetenschappelijke naam van de soort is voor het eerst geldig gepubliceerd in 1972 door Robert J. Menzies & Miller.